# Hannes Lackner
Hannes Lackner (* 27. Dezember 1961 in Graz) ist ein österreichischer Militärkapellmeister der Militärmusik im Range eines Obersts.

## Leben und Wirken
Lackner begann nach der Matura mit dem Musikstudium – Hauptfach Trompete und Musikpädagogik – an der Universität für Musik und darstellende Kunst und mit den Studien aus Musikwissenschaft und Pädagogik an der Karl-Franzens-Universität in Graz. Sein Musikstudium an der Universität für Musik und darstellende Kunst beendete er 1985 mit ausgezeichneter Lehrbefähigungs- und Diplomprüfung sowie der Sponsion zum Magister der Künste (Mag.art). Darauf folgte im Bundesheer die Milizoffiziersausbildung und die Ausbildung zum Militärkapellmeister, wobei letztere auch ein Dirigierstudium an der Universität für Musik und darstellende Kunst einschloss.
Nach erfolgreich abgelegter Militärkapellmeisterprüfung in Wien bekleidete Lackner ab Herbst 1989 die Stelle eines zweiten Kapellmeisters und Lehroffiziers bei der Gardemusik in Wien. In seiner Funktion als Lehroffizier war er bundesweit für die musikalische Ausbildung der Musikunteroffiziere verantwortlich.
Im Feber 1995 wurde Lackner zum Militärkapellmeister und damit zum Kommandanten der Militärmusik Steiermark bestimmt. In diesem Jahr schloss Lackner auch die Studien aus Musikwissenschaft und Pädagogik mit dem Magister der Philosophie (Mag. phil.) in Wien ab. 1997 erfolgte die Promotion zum Doktor der Philosophie (Dr. phil.) im Fach Musikwissenschaft nach mit Auszeichnung abgelegtem Rigorosum an der Universität Wien. Im Juni 2014 wurde Lackner zum Oberst befördert; im Juni 2015 verlieh ihm der Bundespräsident den Berufstitel Professor.
Neben seiner Tätigkeit als Militärkapellmeister komponierte Lackner und unterrichtete an der Universität für Musik und darstellende Kunst sowie am Johann-Joseph-Fux-Konservatorium Graz und fungierte als Dozent und Juror bei diversen Veranstaltungen des österreichischen Blasmusikverbandes bzw. des Blasmusikverbandes Steiermark.

## Werke
- Celebratio Choral
- Fanfare-Festivo
- Introfanfare
- Kärntnerklangmarsch
- Kunasekfanfare
- Steiermarkfanfare
- Streitkräftemarsch
- Zöllnerfanfare

## Schriften
- Hannes Lackner: Die Militärmusik in der Steiermark, 2003, Austria Medien Service GmbH